# Metaleptyphantes cameroonensis
Metaleptyphantes cameroonensis là một loài nhện trong họ Linyphiidae.
Loài này thuộc chi Metaleptyphantes. Metaleptyphantes cameroonensis được Robert Bosmans miêu tả năm 1986.